# Championnat de Saint-Martin de football
Le championnat de Saint-Martin de football est une compétition de football de l'île Saint-Martin dans les Antilles.

## Palmarès
Île de Saint-Martin :
- 1970/71 : Junior Stars
- 1971/72 : Junior Stars
- 1972/73 : Junior Stars
- 1973/74 : St Louis Stars
- 1974/75 : St Louis Stars
- 1975/76 : St Louis Stars
- 1976/77 : St Louis Stars
- 1977/78 : St Louis Stars
- 1978/79 : St Louis Stars
- 1979/80 : Junior Stars
- 1980/81 : Junior Stars
- 1981/82 : St Louis Stars
- 1982/83 : St Louis Stars
- 1983/84 : St Louis Stars
- 1984/85 : St Louis Stars
- 1985/86 : Junior Stars
- 1986/87 : St Louis Stars
- 1987/88 : St Louis Stars
- 1988/89 : St Louis Stars
- 1989/90 : Junior Stars
- 1990/91 : Junior Stars
- 1991/92 : St Louis Stars
- 1992/93 : St Louis Stars
- 1993/94 : St Louis Stars
- 1994/95 : St Louis Stars
- 1995/96 : St Louis Stars
- 1996/97 : St Louis Stars
- 1997/98 : Jah Rebels
- 1998/99 : Jah Rebels
- 1999/00 : Junior Stars
- 2000/01 : Sporting Club
- 2001/02 : Orleans Attackers
- 2002/03 : Junior Stars
- 2003/04 : Juventus
- 2004/05 : Orleans Attackers
- 2005/06 : Junior stars
- 2006/07 : Orleans Attackers
- 2007/08 : Orleans Attackers
- 2008/09 : St Louis Stars
- 2009/10 : Orleans Attackers
- 2010/11 : Junior Stars
- 2011/12 : FC Concordia
- 2012/13 : Orléans Attackers
- 2013/14 : Junior Stars
- 2014/15 : Orléans Attackers
- 2015/16 : FC Concordia
- 2016/17 : St Louis Stars
- 2017/18 : n'a pas eu leu a cause du cyclone Irma
- 2018/19 : Junior Stars
- 2019/20 : Abandonnée pour cause d'épidemie de Covid 19
- 2020/21 : Junior Stars (winner play-off final against Phoenix and semi-final against Concordia :2-0)
- 2021/22 : Junior Stars
- 2022/23 : Junior Stars
- 2023/24 : Junior Stars

Saint-Barthélemy :
- 2003/04 : FC Gustavia
- 2004/05 : FC Beach-Hôtel
- 2005/06 : FC Beach-Hôtel
- 2006/07 : Amical FC (ex-FC Beach-Hôtel)
- 2007/08 : ASPSB (Association Sportive Portugaise de Saint-Barthélemy)
- 2008/09 : ASPSB
- 2009/10 : ASPSB
- 2010/11 : ASPSB
- 2011/12 : Amical FC
- 2012/13 : Ouanalao FC
- 2013/14 : Ouanalao FC
- 2014/15 : AS Gustavia
- 2015/16 : AS Gustavia
- 2016/17 : ASPSB
- 2017/18 : FC Arawak
- 2018/19 : ASPSB
- 2019/20 : Abandonnée pour cause d'épidemie de Covid 19
- 2020/21 : Team FWI (Team French West Indies)
- 2021/22 : Team FWI[1]
- 2022/23 : FC Arawak
- 2023/24 : ASPSB